# سیویک، قلمرو پایتختی استرالیا
سیویک (به انگلیسی: Civic) یک ناحیه تجاری مرکزی و حومه شهر در استرالیا است که در قلمرو پایتختی استرالیا واقع شده‌است.